# Fêtes de mai
 (mai 2022).
La mise en forme du texte ne suit pas les recommandations de Wikipédia : il faut le « wikifier ».
Les points d'amélioration suivants sont les cas les plus fréquents. Le détail des points à revoir est peut-être précisé sur la page de discussion.
- Les titres sont pré-formatés par le logiciel. Ils ne sont ni en capitales, ni en gras.
- Le texte ne doit pas être écrit en capitales (les noms de famille non plus), ni en gras, ni en italique, ni en « petit »…
- Le gras n'est utilisé que pour surligner le titre de l'article dans l'introduction, une seule fois.
- L'italique est rarement utilisé : mots en langue étrangère, titres d'œuvres, noms de bateaux, etc.
- Les citations ne sont pas en italique mais en corps de texte normal. Elles sont entourées par des guillemets français : « et ».
- Les listes à puces sont à éviter, des paragraphes rédigés étant largement préférés. Les tableaux sont à réserver à la présentation de données structurées (résultats, etc.).
- Les appels de note de bas de page (petits chiffres en exposant, introduits par l'outil «  Source ») sont à placer entre la fin de phrase et le point final[comme ça].
- Les liens internes (vers d'autres articles de Wikipédia) sont à choisir avec parcimonie. Créez des liens vers des articles approfondissant le sujet. Les termes génériques sans rapport avec le sujet sont à éviter, ainsi que les répétitions de liens vers un même terme.
- Les liens externes sont à placer uniquement dans une section « Liens externes », à la fin de l'article. Ces liens sont à choisir avec parcimonie suivant les règles définies. Si un lien sert de source à l'article, son insertion dans le texte est à faire par les notes de bas de page.
- La présentation des références doit suivre les conventions bibliographiques. Il est recommandé d'utiliser les modèles {{Ouvrage}}, {{Chapitre}}, {{Article}}, {{Lien web}} et/ou {{Bibliographie}}. Le mode d'édition visuel peut mettre en forme automatiquement les références.
- Insérer une infobox (cadre d'informations à droite) n'est pas obligatoire pour parachever la mise en page.

Pour une aide détaillée, merci de consulter Aide:Wikification.
Si vous pensez que ces points ont été résolus, vous pouvez retirer ce bandeau et améliorer la mise en forme d'un autre article.

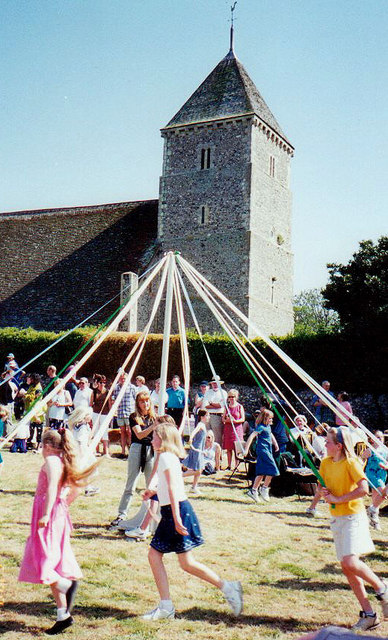
Danse du mât de mai (May Pole), église de Bishopstone, Sussex, Grande-Bretagne.

Les fêtes de mai sont des festivités européennes ancestrales marquant le début de l'été, généralement célébrées le 1er mai, en général à mi-chemin entre l'équinoxe de printemps et le solstice d'été,. Des festivités peuvent également avoir lieu la nuit précédente, appelée nuit de Walpurgis.
Les traditions incluent souvent la cueillette de fleurs sauvages et de branches vertes, le tissage de guirlandes florales, le couronnement d'une reine de mai (parfois avec un compagnon masculin) et la mise en place d'un mât de mai, d'un arbre de mai ou d'un buisson de mai, autour desquels les gens dansent. Les feux de joie font également partie du festival dans certaines régions. Les variétés régionales et les traditions associées incluent la nuit de Walpurgis en Europe centrale et septentrionale, le festival gaélique Beltane, le festival gallois Calan Mai, et les dévotions de mai à la Bienheureuse Vierge Marie. Il a également été associé à l'ancienne fête romaine Floralia.
En 1889, elle est choisie comme date de la journée internationale des travailleurs par l'Internationale ouvrière, pour commémorer l'affaire Haymarket à Chicago et la lutte pour une journée de travail de huit heures. En conséquence, la Journée internationale des travailleurs est également appelée « May Day », mais les deux ne sont pas liés.
Les premières fêtes de mai connues sont apparues avec la Floralia, festival de Flora, la déesse romaine des fleurs, qui s'est tenue du 27 avril au 3 mai à l'époque de la République romaine, et le Maiouma ou Maiuma, un festival célébrant Dionysos et Aphrodite qui s'est tenu tous les trois ans pendant le mois de mai.

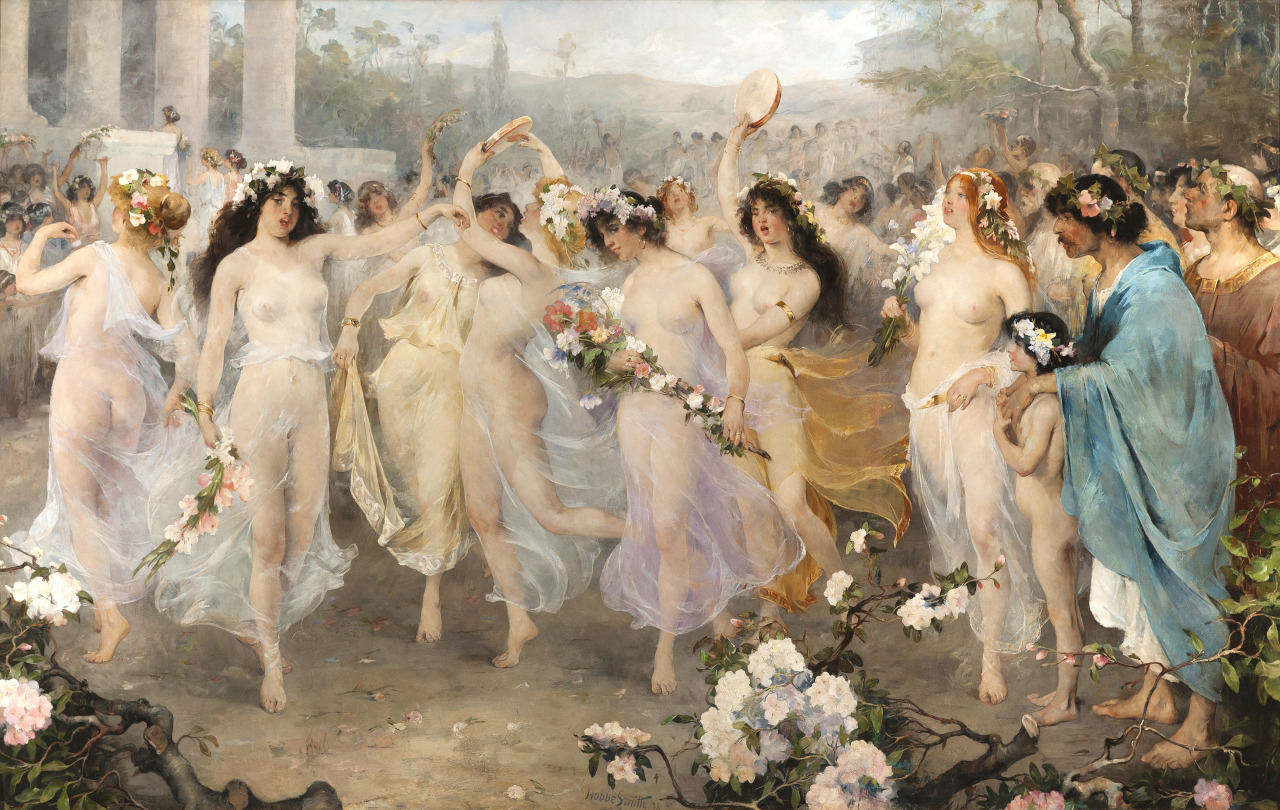
Floralia, huile sur toile de Hobbe Smith, 1898.

La Floralia s'est ouverte avec des représentations théâtrales. Dans la Floralia, Ovide dit que des lièvres et des chèvres ont été relâchés dans le cadre des festivités. Persius écrit que les foules étaient bombardées de vesces, de haricots et de lupins. Un rituel appelé le Florifertum a été exécuté le 27 avril ou le 3 mai,, au cours duquel un faisceau d'épis de blé a été transporté dans un sanctuaire, bien qu'il ne soit pas clair si cette dévotion a été faite à Flora ou à Cérès,. Floralia s'est conclue par des compétitions et des spectacles, et un sacrifice à Flora.
Maiouma a été célébrée au moins dès le IIe siècle apr. J.-C., lorsque les archives montrent que les dépenses pour le festival d'un mois ont été appropriées par l'empereur Commode. Selon les chroniques du VIe siècle de Jean Malalas, la Maiouma était une « fête dramatique nocturne, tenue tous les trois ans et connue sous le nom d'Orgies, c'est-à-dire les Mystères de Dionysos et d'Aphrodite » et qu'elle était « connue sous le nom de Maioumas parce qu'elle est célébrée au mois de mai-Artemisios ». Pendant ce temps, suffisamment d'argent a été mis de côté par le gouvernement pour des torches, des lumières et d'autres dépenses pour couvrir un festival de trente jours de « fêtes toute la nuit ». La Maiouma était célébrée avec de somptueux banquets et offrandes. Sa réputation de cupidité l'a fait supprimer sous le règne de l'empereur Constantin, bien qu'une version moins débauchée de celui-ci ait été brièvement restaurée sous les règnes d'Arcadius et d'Honorius, pour être supprimée à nouveau pendant la même période.
Un festival célébré dans les pays germaniques, Nuit de Walpurgis, commémore la canonisation officielle de Saint Walpurga le 1er mai 870. Dans la culture gaélique, la soirée du 30 avril était la célébration de Beltane (qui se traduit par « feu chanceux ») ainsi que du Calan Mai gallois similaire, et marque le début de la saison estivale. Attestée pour la première fois en 900 apr. J.-C., la célébration s'est principalement concentrée sur l'utilisation symbolique du feu pour bénir le bétail et d'autres animaux d'élevage alors qu'ils étaient déplacés vers les pâturages d'été. Cette coutume s'est poursuivie au début du XIXe siècle, période au cours de laquelle le bétail devait sauter par-dessus les incendies pour protéger son lait contre le vol des fées. Les gens sautaient aussi par-dessus les feux pour avoir de la chance.
Depuis le XVIIIe siècle, de nombreux catholiques romains célèbrent le mois de mai — et le 1er mai — par diverses dévotions à la Vierge Marie. Dans les œuvres d'art, les sketches scolaires, etc., la tête de Marie est souvent ornée de fleurs dans un couronnement de mai. Le 1er mai est également l'une des deux fêtes du saint patron catholique des travailleurs, saint Joseph le Travailleur, charpentier, époux de Marie et père adoptif de Jésus. Remplaçant une autre fête de saint Joseph, cette date a été choisie par le pape Pie XII en 1955 comme contrepoint aux célébrations communistes de la Journée internationale des travailleurs le 1er mai.
Les traditions modernes les plus connues du 1er mai, observées tant en Europe qu'en Amérique du Nord, comprennent la danse autour du mât de mai et le couronnement de la reine de mai. La tradition consistant à offrir des « paniers de mai », de petits paniers de bonbons ou de fleurs, généralement déposés anonymement sur le pas de la porte des voisins, a perdu de sa popularité depuis la fin du XXe siècle.
À la fin du XXe siècle, de nombreux néopaïens ont commencé à reconstruire certaines des anciennes fêtes païennes et à les combiner avec des traditions laïques et catholiques européennes plus récemment développées, et à célébrer le 1er mai comme une fête religieuse païenne.

## L'Europe

### Belgique
Connu localement sous le nom de « fête du travail » (en néerlandais : Dag van de arbeid, en français : Fête du Travail), le 1er mai est un jour férié en Belgique depuis 1948.

### Bulgarie
Le 1er mai, les Bulgares célèbrent l'Irminden (ou Yeremiya, Eremiya, Irima, Zamski den). Cette fête est associée aux serpents et aux lézards et des rituels sont organisés afin de protéger les gens contre eux. Le nom de la fête vient du prophète Jérémie, mais ses origines sont très probablement païennes.
On dit que les jours de la Sainte Quarantaine ou de l'Annonciation, les serpents sortent de leurs terriers, et le jour d'Irminden, leur roi sort. Les anciens croient que ceux qui travaillent dans les champs ce jour-là seront mordus par un serpent en été.
Dans l'ouest de la Bulgarie, les gens allument des feux, sautent par-dessus et font des bruits pour effrayer les serpents. Une autre coutume consiste à préparer des podnici (pots en argile spéciaux pour la cuisson du pain).
Ce jour est particulièrement observé par les femmes enceintes afin que leur progéniture n'attrape pas de yeremiya, une maladie due à des forces maléfiques.

### République Tchèque
En République tchèque, le 1er mai est traditionnellement considéré comme une fête de l'amour et le mois de mai comme un mois de l'amour. Les célébrations du printemps ont lieu le 30 avril lorsqu'un mât de mai (májka en tchèque) est érigé - une tradition probablement liée à Beltaine, puisque des feux de joie sont également allumés le même jour. Cet événement est similaire à la Walpurgisnacht allemande, dont le jour férié est le 30 avril. Le 31 mai, le mât de mai est démonté lors d'un événement appelé Maypole Felling.
Le 1er mai, les couples d'amoureux s'embrassent sous un arbre en fleurs. Selon l'ethnographe Klára Posekaná, il ne s'agit pas d'une vieille habitude. Elle a très probablement vu le jour au début du XXe siècle dans un environnement urbain, peut-être en rapport avec le poème Máj de Karel Hynek Mácha (qui est souvent récité ces jours-là) et Petřín. Cette cérémonie se déroule généralement sous un cerisier, un pommier ou un bouleau.

### Estonie
Le 1er mai ou « Jour du printemps » (Kevadpüha) est une fête nationale en Estonie célébrant l'arrivée du printemps.
Des festivités plus traditionnelles ont lieu la veille et au petit matin du 1er mai, à l'occasion de la nuit de Walpurgis (Volbriöö).

### Finlande

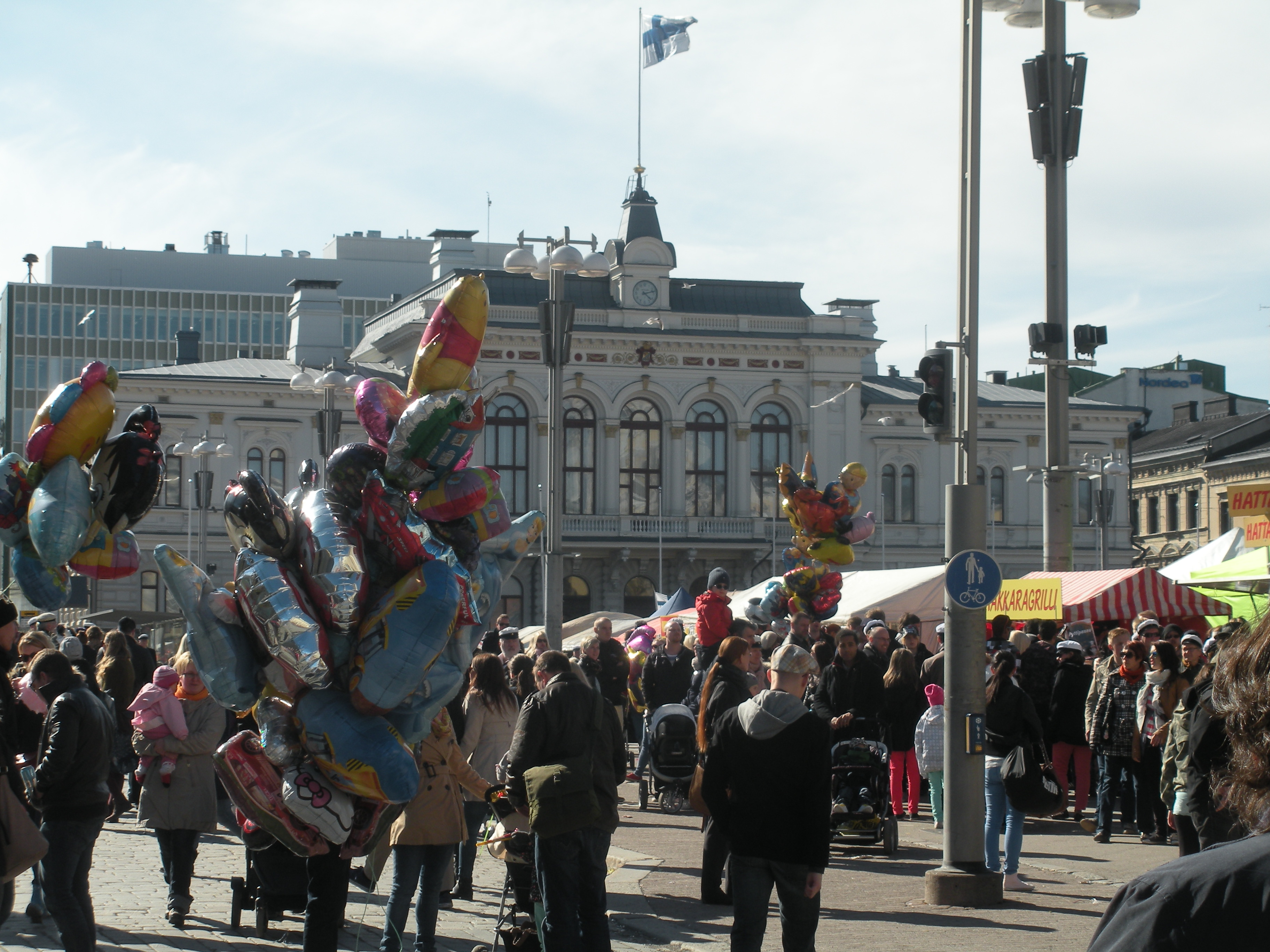
Festivités du 1er mai sur la place centrale de Tampere, en Finlande.

En Finlande, la nuit de Walpurgis (« Vappu ») (Vappen) est l'un des quatre plus grands jours fériés avec la veille de Noël, la veille du Nouvel An et la Saint-Jean (Juhannus - Midsommar). Walpurgis est le témoin du plus grand festival de style carnaval organisé dans les villes et villages de Finlande. Les célébrations, qui commencent le soir du 30 avril et se poursuivent le 1er mai, sont généralement centrées sur la consommation de sima, de vin mousseux et d'autres boissons alcoolisées. Les traditions étudiantes, notamment celles des étudiants en ingénierie, sont l'une des principales caractéristiques du Vappu. Depuis la fin du XIXe siècle, cette fête traditionnelle de la classe supérieure a été appropriée par les étudiants universitaires. De nombreux anciens élèves de lukio (lycée préparatoire à l'université) portent la casquette noire et blanche des étudiants et de nombreux étudiants de l'enseignement supérieur portent des combinaisons d'étudiants. La tradition veut que l'on boive du sima, un hydromel artisanal à faible teneur en alcool, avec des funnel cakes fraîchement préparés.

### France

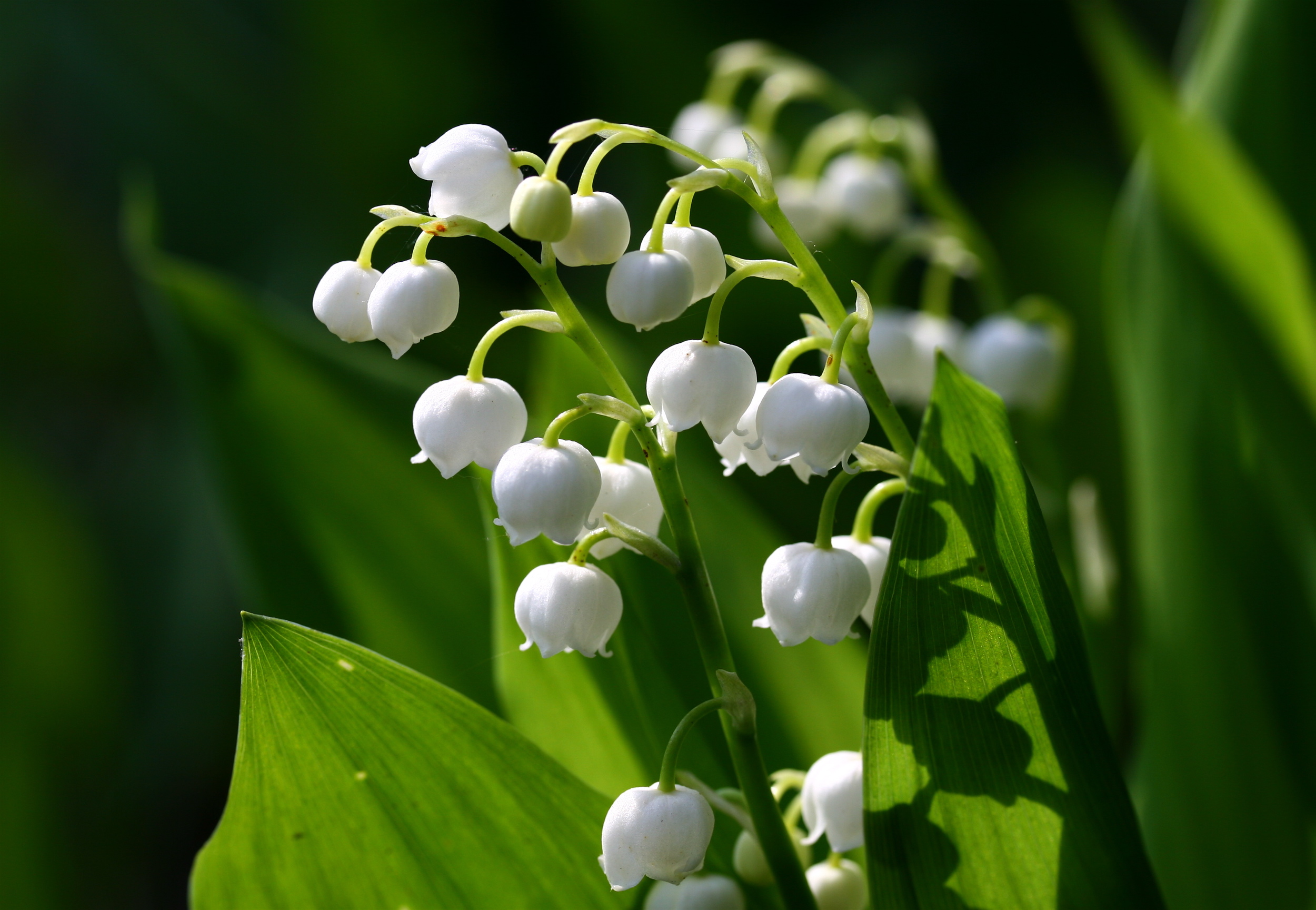
Muguet.

Le 1er mai 1561, le roi Charles IX de France reçut un muguet comme porte-bonheur. Il décida d'offrir chaque année un muguet aux dames de la cour. Au début du XXe siècle, il est devenu coutume d'offrir un brin de muguet, symbole du printemps, le 1er mai. Le gouvernement autorise les particuliers et les organisations de travailleurs à les vendre hors taxes ce jour-là. De nos jours, les gens peuvent offrir à leurs proches soit des bouquets de muguet, soit des fleurs d'églantierou des dahlias et des roses.

### Allemagne

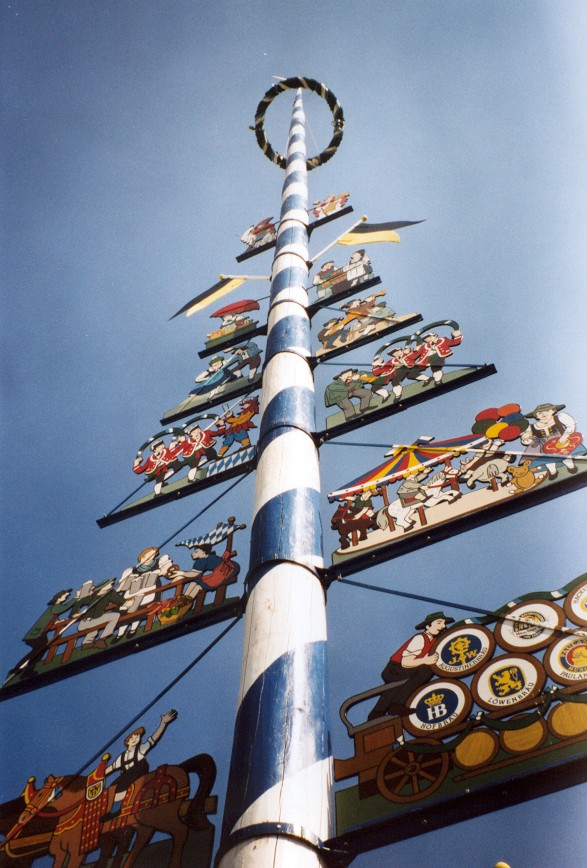
Maibaum à Munich, Allemagne

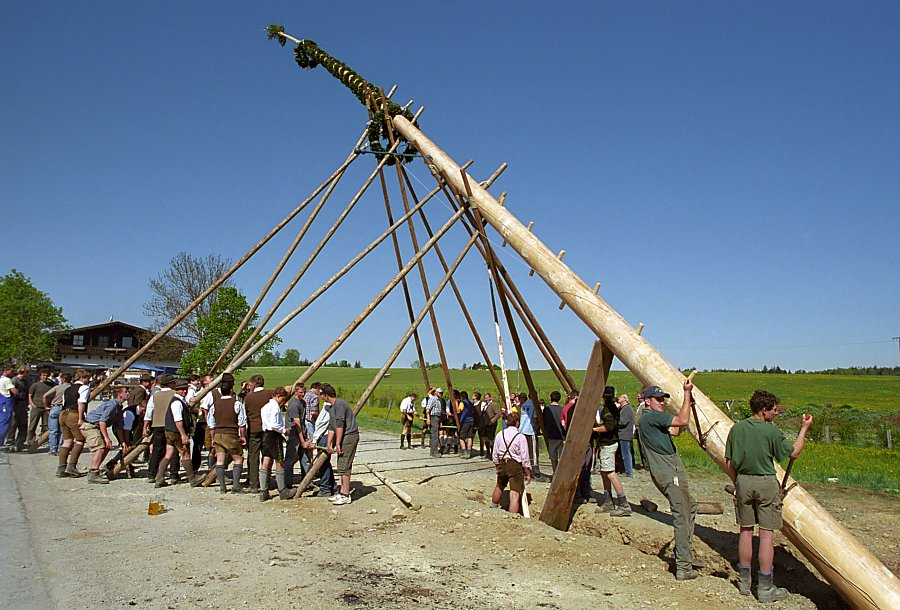
Maibaum à Bad Tölz, Allemagne

Dans les régions rurales d'Allemagne, notamment dans les montagnes du Harz, les célébrations de la Walpurgisnacht, d'origine païenne, ont traditionnellement lieu la nuit précédant le 1er mai, avec notamment des feux de joie et l'enroulement d'un Maibaum (mât de mai). Les jeunes en profitent pour faire la fête, tandis que la journée elle-même est mise à profit par de nombreuses familles pour prendre l'air. Devise : « Tanz in  Mai » (« Dansez en mai »).
En Rhénanie, le 1er mai est également célébré par la livraison d'un mât de mai, un arbre recouvert de serpentins, à la maison d'une jeune fille la nuit précédente. L'arbre provient généralement d'un amour, bien qu'un arbre enveloppé uniquement de serpentins blancs soit un signe d'aversion. Les femmes déposent généralement des roses ou du riz en forme de cœur à la maison de l'être aimé. Il est courant de coller le cœur à une fenêtre ou de le placer devant le paillasson. Les années bissextiles, c'est aux femmes qu'il incombe de placer le mât de mai. Toutes ces actions se font généralement en secret et c'est à chacun de décider s'il veut donner un indice de son identité ou rester anonyme.
Le 1er mai n'a pas été établi comme jour férié avant que l'Allemagne nazie ne déclare le 1er mai « journée nationale des travailleurs » en 1933. En tant que fête du travail, de nombreux partis politiques et syndicats organisent des activités liées au travail et à l'emploi.

### Grèce
Le 1er mai est le jour qui célèbre le printemps.
Maios (latin Maius), le mois de mai, tire son nom de la déesse Maia (Gr Μαία, la nourrice), une déesse grecque et romaine de la fertilité. Le jour de Maios (grec moderne Πρωτομαγιά) célèbre la victoire finale de l'été contre l'hiver comme la victoire de la vie contre la mort. Cette célébration est similaire à un ancien rituel associé à un autre demi-dieu mineur, Adonis, qui célébrait également le renouveau de la nature. Il existe aujourd'hui un certain amalgame avec une autre tradition, le renouveau ou le mariage de Dionysos (le dieu grec du théâtre et de la fabrication du vin). Cet événement n'était toutefois pas célébré en mai dans l'Antiquité, mais en association avec l'Anthesteria, une fête qui se tenait en février et qui était dédiée à la déesse de l'agriculture Déméter et à sa fille Perséphone. Perséphone sortait chaque année à la fin de l'hiver des Enfers. L'Anthesteria était une fête des âmes, des plantes et des fleurs, et la venue de Perséphone sur terre depuis l'Hadès marquait la renaissance de la nature, un thème commun à toutes ces traditions.
Ce qui reste des coutumes aujourd'hui, fait écho à ces traditions de l'antiquité. Une coutume courante, jusqu'à récemment, du 1er mai impliquait le réveil annuel d'un jeune appelé Adonis, ou alternativement de Dionysos, ou de Maios (en grec moderne Μαγιόπουλο, le fils de Maia). Dans un rituel théâtral simple, dont la signification a été oubliée depuis longtemps, un chœur de jeunes filles entonnait une chanson sur un jeune allongé sur le sol, représentant Adonis, Dionysos ou Maïos. À la fin de la chanson, le jeune se levait et une couronne de fleurs était placée sur sa tête.
L'aspect le plus courant des célébrations modernes du 1er mai est la préparation d'une couronne de fleurs à partir de fleurs sauvages, bien qu'en raison de l'urbanisation, on ait de plus en plus tendance à acheter des couronnes chez les fleuristes. Les fleurs sont placées sur la couronne sur un fond de feuilles vertes et la couronne est suspendue soit à l'entrée de la maison/de l'appartement familial, soit sur un balcon. Elle y reste jusqu'à la nuit du solstice d'été. Cette nuit-là, les couronnes de fleurs sont enflammées dans des feux de joie appelés « feux de la Saint-Jean ». Les jeunes sautent par-dessus les flammes et consument les couronnes de fleurs. Cette coutume a pratiquement disparu, tout comme la renaissance théâtrale d'Adonis/Dionysus/Maios, en raison de l'augmentation du trafic urbain et de l'absence de terrains publics alternatifs dans la plupart des quartiers des villes grecques.

### Irlande
Le 1er mai est célébré en Irlande depuis l'époque païenne comme la fête de Beltane (Bealtaine) et, plus tard, comme la fête de Marie. Traditionnellement, des feux de joie étaient allumés pour marquer l'arrivée de l'été et pour porter chance aux personnes et au bétail. Officiellement, la fête irlandaise du May Day a lieu le premier lundi de mai. La tradition du MayBush aurait été supprimée par la loi et les magistrats de Dublin au XVIIIe siècle. Les anciennes traditions telles que les feux de joie ne sont plus largement observées, bien que la pratique persiste dans certains endroits du pays. Limerick, Clare et de nombreux habitants d'autres comtés perpétuent cette tradition, y compris dans des quartiers de la ville de Dublin comme Ringsend.

### Italie
En Italie, on l'appelle Calendimaggio ou cantar maggio, une fête saisonnière organisée pour célébrer l'arrivée du printemps. L'événement tire son nom de la période à laquelle il se déroule, à savoir le début du mois de mai, du latin calenda maia. Le Calendimaggio est une tradition encore vivante aujourd'hui dans de nombreuses régions d'Italie comme allégorie du retour à la vie et de la renaissance : parmi celles-ci le Piémont, la Ligurie, la Lombardie, l'Émilie-Romagne (par exemple, est célébré dans la zone des Quattro Province ou Piacenza, Pavie, Alessandria et Gênes), la Toscane et l'Ombrie. Ce rituel magico-propitiatoire est souvent accompli lors d'une aumône au cours de laquelle, en échange de cadeaux (traditionnellement des œufs, du vin, de la nourriture ou des bonbons), les Maggi (ou maggerini) chantent des versets de bon augure aux habitants des maisons qu'ils visitent. Dans toute la péninsule italienne, ces couplets Il Maggio sont très divers - la plupart sont des chansons d'amour à forte connotation romantique, que les jeunes chantaient pour célébrer l'arrivée du printemps. Les symboles de la renaissance du printemps sont les arbres (aulne, pluie d'or) et les fleurs (violettes, roses), mentionnés dans les couplets des chansons, et dont les maggerini se parent. En particulier, l'aulne, qui pousse le long des rivières, est considéré comme le symbole de la vie et c'est pourquoi il est souvent présent dans le rituel.
En Toscane, Calendimaggio est historiquement connu comme un personnage mythique qui a eu un rôle prédominant et a rencontré beaucoup des attributs du dieu Belenus. En Lucanie, les « Maggi » ont un caractère clairement propice d'origine païenne. À Syracuse, en Sicile, l'Albero della Cuccagna (cf. « poteau gras ») a lieu au mois de mai, une fête célébrée pour commémorer la victoire sur les Athéniens dirigés par Nicias. Cependant, Angelo de Gubernatis, dans son ouvrage Mythologie des plantes, estime que sans doute la fête était antérieure à celle de ladite victoire.
Il s'agit d'une fête qui remonte aux peuples anciens, très intégrée aux rythmes de la nature, comme les Celtes (qui célébraient Beltane), les Étrusques et les Ligures, chez qui l'arrivée de l'été revêtait une grande importance.

### Pologne
En Pologne, il y a un jour férié le 1er mai,. Il est actuellement célébré sans connotation spécifique, et en tant que tel, c'est le 1er mai[réf. nécessaire]. Cependant, en raison de connotations historiques, la plupart des célébrations se concentrent autour des festivités de la fête du Travail. Il est de coutume que les militants syndicaux et les partis politiques de gauche organisent des défilés dans les villes et villages de Pologne ce jour-là. La fête est aussi communément appelée « fête du travail » (« Święto Pracy »).
Le 1er mai en Pologne est suivi de près par un autre jour férié, le 3 mai, jour de la Constitution. La loi parlementaire du 20 février 2004 a introduit la Journée du drapeau national polonais célébrée le 2 mai. Bien qu'il ne s'agisse pas d'un jour férié, il constitue avec les deux autres la soi-disant « Majówka » - une période de célébration de trois jours souvent considérée comme le début de la saison des barbecues dans le pays.

## Liens
- Notice dans un dictionnaire ou une encyclopédie généraliste :   - Britannica
- Notices d'autorité :   - LCCN
  - Israël
  - Tchéquie